# Неділкове
Неділко́ве — село Савранської селищної громади у Подільському районі Одеської області в Україні. Населення становить 655 осіб.

## Географія

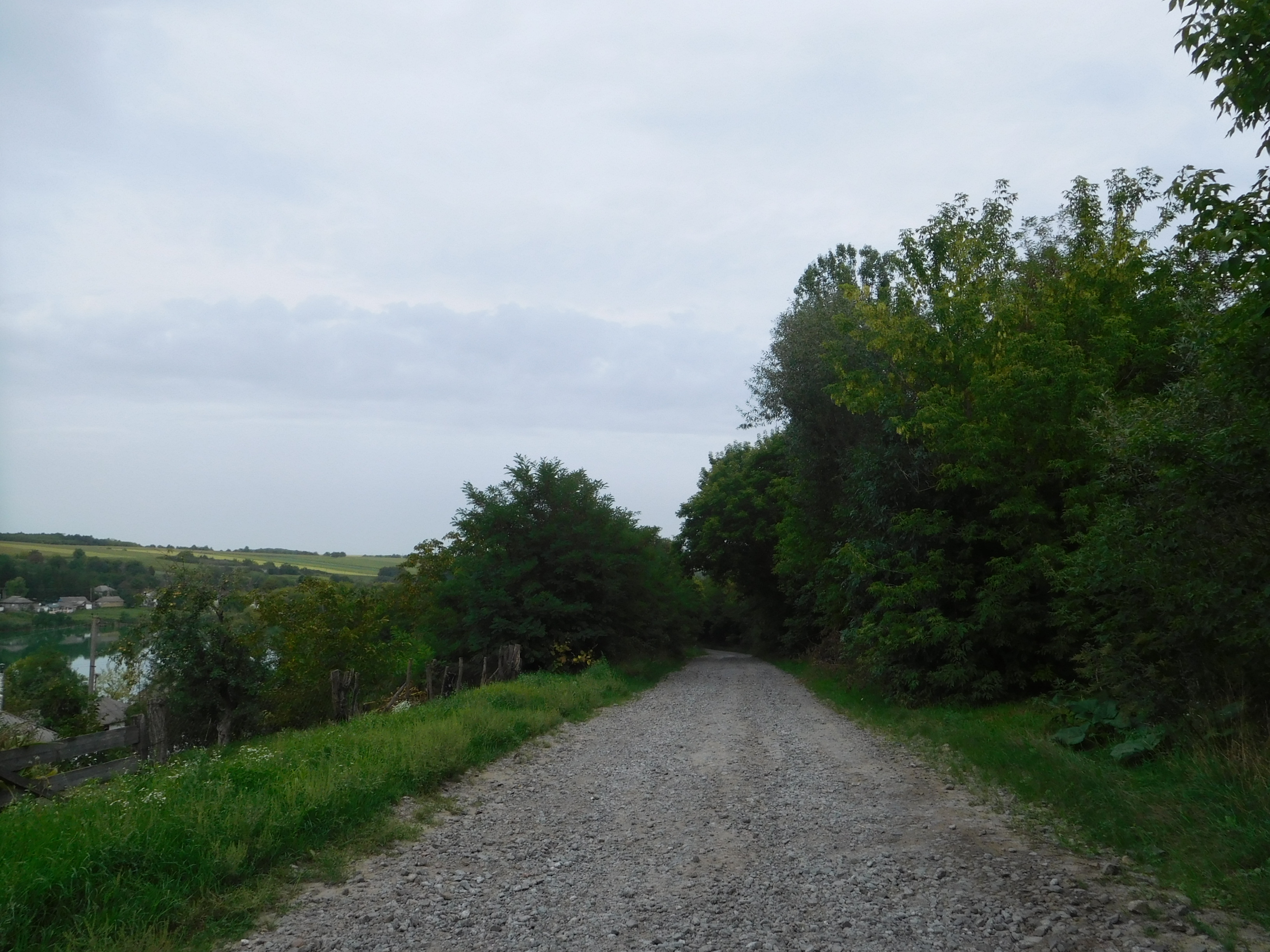
Вулиця села

На сході село межує з селом Струтинкою, на південному заході із землями села Капустянка, на північному заході — із землями села Гетьманівки. Є в селі й озеро, яке розташоване на південно-східній його околиці. Село займає 529,6 га загальної площі земель, до складу якої входять: 336,36 га — під ріллею, 6,96 га — під багаторічними насадженнями, 32 га — під кормовими угіддями, 6,80 га — під забудовами, 99 га — під фермерськими господарствами, 45,88 га — незайманих земель та 2,6 га — інших. У селі станом на 1998 рік проживало 708 чоловік, із яких 384 є землекористувачами.

## Історія
Неділкове виникло у першій половині 18 ст. Колишня назва села — Мокра Бакша.
Село Неділкове розташоване на південь за 12 км від районного центру смт. Саврань (та за 25 км до залізничної станції Заплази), засноване в долині між двома пагорбами у яру, який називається Недзілов Яр (Гнезділов Яр), у XVII столітті польським поміщиком Станіславом Сигизмундовичем Конецпольським, якому належали всі землі Балтського повіту.
За переказами старожилів, спочатку невеликий хутір називався Бутей. Засновником цього хутора був виходець із Київської області Іван Могилян. За його прізвищем і нині п'ята дільниця села називається Могилянка.
Наприкінці XVIII століття хутір Бутей з приналежними йому землями і лісами поміщик Конєцпольський продав литовським князям Любомирським і цей хутір був названий Мокра Бакша, на противагу Сухій Бакші, що розміщена на порівняно підвищеній місцевості за 8 верст від Неділкового. Князь Любомирський у 1730 р. побудував тут винокурний завод. З назвою Мокра Бакша село проіснувало до кінця XVIII ст.
Наприкінці XVIII ст. село було перейменовано в Неделково. Треба зазначити, що село з такою назвою є єдиним не тільки в Одеській області, а й на всій Україні. У 1777 році в селі було побудовано перший дерев'яний Різдвяно-Богородицький храм. Він був з одним куполом і проіснував аж до початку ХХ ст., але був дуже старий (а через 130 років було завершено будівництво нового храму, який проіснував до 1980 року).
На сході села є яр, який називається Страшний Яр. Легенди розповідають, що у цьому яру гайдамаками були побудовані казарми і конюшні, а це означає, що неділківські землі і люди які проживали на них не стояли осторонь збройного повстання, яке охопило Правобережну Україну.
У 1793 році Кам'янець-Подільська губернія (до неї належала наша місцевість) була приєднана до Росії. Князі Любомирські, не бажаючи підкоритися російському уряду, втекли у Литву, а їхня земля імператором Павлом була передана польському генералу Нетзельському. Імператор Павло прийняв Нетзельського у російське підданство з поверненням йому польських чинів і дворянства. Село Мокра Бакша було перейменоване в Нетзельково (одна з версій походження назви села; друга версія — від назви річки).
У 1798 році село Нетзельково в складі маєтку було подароване статському раднику Денискові. За описом 1798 року у селі проживало 82 душі українського населення та два шляхтичі.
У 1840 році село входило до складу Бакшанської волості Балтського повіту, у цьому складі село зберігалося до 1919 року.
У 1840—1843 роках в селі було проведено повірочну люстрацію. На той час до с. Недєлково було приписане селище Струтинка, оскільки воно не мало своєї церкви. Була в селі і ферма (в 1869 році на Недєлківську ферму, яку тримав міщанин містечка Криве Озеро Моня Тульчинський, було продано ліс за 3000 крб. поміщиком ферми Бакша Варрандом). Під час холерної епідемії в 1890 році, яка охопила і с. Недєлково, захворіло 7 чоловік, із них троє померло. Наприкінці XIX ст. в селі було розпочато будівництво нової церкви.
А у 1894 році в с. Недєлково було відкрито 3-класну церковно-парафіяльну школу; першим учителем був міщанин із Саврані Іван Молдавський. На початку ХХ ст. священиком Різдвяно-Богородицької церкви с. Недєлково, до парафії якої було приписано також с. Струтинка, був Антон Павлович, псаломщиком — Лука Дембовський. Церква мала 80,222 дес. землі. Село було великим, оскільки наприкінці XIX ст. — початку ХХ ст. в ньому проживало 2758 чоловік: 1203 чоловіки та 1555 жінок, за іншими даними — 1461 душа обох статей. Тож, як бачимо, у селі, на жаль, є тенденція до зменшення кількості населення.
У 1929 році, під час примусової колективізації, на території села Неділково був заснований колгосп ім. Чкалова. Саме село входило до складу Ясенівського району до 1926 року.
Під час організованого радянською владою Голодомору 1932—1933 років померло щонайменше 37 жителів села.
У Німецько-радянській війні 1941—1945 рр. на різних фронтах воювало 307 жителів села, з яких не повернулося в рідну домівку 194 наших земляків. За бойову мужність та відвагу (орденами та медалями) було нагороджено 67 чоловік. Також жителі села Неділкове активно допомагали партизанському загонові «Буревісник», який базувався в Савранському лісі, майже 70 % населення села. Учасниками партизанського рухів були: Любецький Йосиф Адамович, Пічков Григорій Якович, Любецька Юлія Михайлівна.
Саме ж село в період Німецько-радянської війни було в окупації під румунськими військами і входило до складу Трансністрії.
Після звільнення села у 1944 році, на території села було засновано п'ять колгоспів. Тяжкі випробування випали на долю мешканців нашого села, але не тільки піднімали село, а ще й молодь села брала активну участь у відбудові міста Кривий Ріг, будували Савранську ГЕС.
Після війни знову було утворено Неділківську сільську раду, яка складалася з сіл Неділкове і Струтинка, Савранського району, а з 4.01.1965 р. Неділківська сільська рада увійшла до Любашівського району. І лише у 1966 році коли було відновлено Савранський район у складі якого була і Неділківська сільська рада було ще приєднано села Капустянка, Білоусівка та Дубки і тільки у 1998 році Неділківська сільська рада і донині складається із сіл Неділкове і Струтинка (див. Адміністративний устрій Савранського району).
У селі є школа яка була побудована у 1974 році, Будинок культури.
Після реформування агропромислового комплексу на території села Неділкове було утворено два сільськогосподарських підприємства: ПСП «Колос України» та філіал Савранського заводу «Продовольчих товарів», 9 фермерських господарств, а також землі обробляються одноосібно.
Прикладом і наснагою для праці і творення можуть бути життя і діяльність найбільш відомих, авторитетних людей. Таких немало дала Неділківська земля для України: уславлені орденоносці та механізатори Малецький Антон Нікіфорович, Килімник Йосип Васильович, Бандюк Григорій Іванович, Малецький Парфентій Андрійович, Зарицький Федір Несторович та Володимир Несторович, Рябий Микола Ананійович, Мацик Станіслав Йосипович, Ружицький Василь Семенович, педагоги: подружжя Шевченків Володимир Трифонович та Галина Нікіфоровна, Лісовіцька Галина Сергіївна, Свідерська Тамара Семенівна, уславлені доярки колгоспу ім. Чкалова Благида Ірина Данилівна та Тернавська Євгенія Федорівна.
Люди які представляли і були обличчям села Жуков Федір Ісакович, Морус Олександр Петрович, Завадський Анатолій Михайлович.
12 червня 2020 року, відповідно до Розпорядження Кабінету Міністрів України від № 724-р «Про визначення адміністративних центрів та затвердження територій територіальних громад Одеської області», увійшло до складу Савранської селищної територіальної громади.
19 липня 2020 року, в результаті адміністративно-територіальної реформи і ліквідації Савранського району, село увійшло до складу новоутвореного Подільського району Одеської області.

## Населення

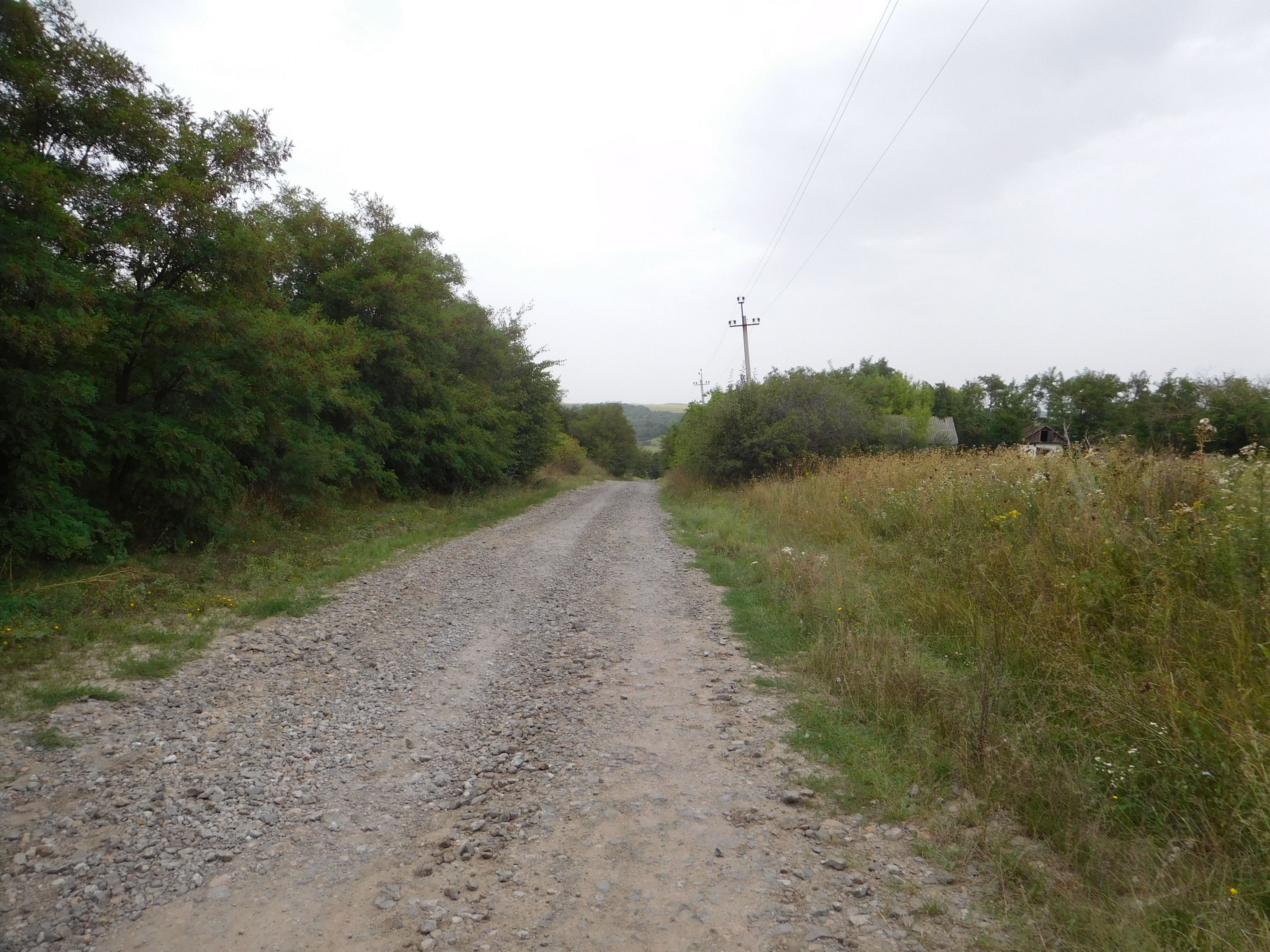
В'їзд до села з півдня

Згідно з переписом УРСР 1989 року чисельність наявного населення села становила 732 особи, з яких 314 чоловіків та 418 жінок.
За переписом населення України 2001 року в селі мешкало 648 осіб.

### Мова
Розподіл населення за рідною мовою за даними перепису 2001 року:
| Мова       | Відсоток |
| ---------- | -------- |
| українська | 96,18 %  |
| російська  | 2,44 %   |
| молдовська | 1,22 %   |
| болгарська | 0,15 %   |

## Постаті
- Любецький Віталій Йосипович[8]
- Малецький Анатолій Парфенович[9]
- Слободанюк Олександр Вікторович (1972—2020) — молодший сержант Збройних сил України, учасник російсько-української війни.